# Campeonato Carioca de Futebol de 1933 (AMEA)
O Campeonato Carioca de Futebol de 1933 organizado pela Associação Metropolitana de Esportes Athleticos (AMEA), foi vencido pelo Botafogo, com o Olaria ficando com o vice-campeonato.
O campeonato da AMEA tinha o reconhecimento da CBD e da FIFA. Liderada por Botafogo e Flamengo, a entidade pretendia manter o formato amador do futebol. No entanto, durante a disputa simultânea de um campeonato profissional, o Flamengo, discordando do modelo de premiação de jogadores, denunciou um suposto "amadorismo marrom" e, depois de disputar três partidas, decidiu abandonar a AMEA, passando a disputar o Campeonato da Liga Profissional com um time amador. São Cristóvão e Carioca seguiram o Flamengo, também abandonando a disputa; no entanto, o primeiro foi para a segunda divisão da LCF, pois o Fluminense deu voto contrário a seu ingresso na primeira divisão, enquanto o segundo não disputou nenhum outro campeonato naquele ano, uma vez que estava em reorganização administrativa interna. O Botafogo sagrou-se campeão por ter perdido apenas oito pontos durante todo o campeonato. Esse foi o primeiro grande racha no futebol brasileiro, impulsionando rachas maiores, como a fundação da Federação Brasileira de Futebol (FBF).

## Classificação final
| Classificação | Classificação     | Classificação | Classificação | Classificação | Classificação | Classificação | Classificação | Classificação | Classificação |
| Pos           | Time              | PG            | J             | V             | E             | D             | GP            | GS            | SG            |
| ------------- | ----------------- | ------------- | ------------- | ------------- | ------------- | ------------- | ------------- | ------------- | ------------- |
| 1             | Botafogo          | 28            | 18            | 12            | 4             | 2             | 51            | 27            | +24           |
| 2             | Olaria            | 23            | 18            | 10            | 3             | 5             | 55            | 32            | +23           |
| 3             | Andarahy          | 22            | 18            | 10            | 2             | 6             | 55            | 39            | +16           |
| 4             | Engenho de Dentro | 19            | 18            | 7             | 5             | 6             | 38            | 33            | +5            |
| 4             | Confiança         | 19            | 18            | 6             | 7             | 5             | 26            | 35            | -9            |
| 6             | Cocotá            | 17            | 18            | 6             | 5             | 7             | 27            | 42            | -15           |
| 7             | Mavílis           | 16            | 18            | 4             | 8             | 6             | 36            | 40            | -4            |
| 8             | Portuguesa        | 14            | 18            | 4             | 6             | 8             | 34            | 44            | -10           |
| 9             | SC Brasil         | 11            | 18            | 4             | 3             | 11            | 34            | 41            | -7            |
| 9             | River             | 11            | 18            | 5             | 1             | 12            | 26            | 49            | -23           |

## Premiação
| Campeonato Carioca de 1933 (AMEA) |
| Rio de Janeiro                    |
| --------------------------------- |
| BOTAFOGO Campeão (6º título)      |

## Segunda Divisão
Foi vencida pelo Esporte Clube Anchieta.